# Saint-Gingolph VS
Saint-Gingolph ist eine politische Gemeinde und eine Burgergemeinde mit einem Burgerrat im Bezirk Monthey im französischsprachigen Teil des Kantons Wallis in der Schweiz. Saint-Gingolph liegt gegenüber von Saint-Gingolph in Frankreich.

## Geographie
Saint-Gingolph liegt auf 386 m ü. M. ca. 10 Kilometer westsüdwestlich der Stadt Montreux (Luftlinie). Das Dorf erstreckt sich im Niederwallis, am Südufer des Genfersees  an der Staatsgrenze zu Frankreich, auf dem Schuttkegel der Morge am Nordfuss des Grammont, der zu den Chablais-Alpen gehört.
Die Fläche des Gemeindegebiets umfasst einen Abschnitt am Südufer des Genfersees. Das Seeufer ist in diesem Bereich an den meisten Orten sehr steil. Die Hänge, die teilweise von Felsbändern durchzogen werden, sind dicht bewaldet und durch mehrere Erosionsrinnen untergliedert. Im Westen verläuft die Grenze entlang der Morge, die gleichzeitig die Grenze zu Frankreich bildet. Somit ist Saint-Gingolph auf dem Schuttkegel der Morge am Genferseeufer zweigeteilt in eine französische und eine schweizerische Gemeinde. Mit 1520 m ü. M. wird auf dem Pic de Blanchard, einem Vorberg der Chablais-Alpen, die höchste Erhebung von Saint-Gingolph erreicht.
Zu Saint-Gingolph gehören die am Genfersee gelegenen Weiler Le Fenalet, La Clesette und Les Esserts.

## Geschichte

Luftbild (1968)

Das Gebiet von Saint-Gingolph war bereits zur Römerzeit bewohnt. Der Ortsname geht auf den Heiligen Gangolf zurück, der Offizier unter Pippin dem Jüngeren war und sich im Jahre 755 hier niederliess. Erstmals urkundlich erwähnt wird Saint-Gingolph 1153 unter dem Namen Sanctus Gengulfus. Später erschienen die Bezeichnungen Sancti Gingulphi (1200), Sanctus Gingulfus (1230) und Sanctus Gingulphus (1436).
Seit dem 12. Jahrhundert unterstand der Ort der Abtei Abondance. Das Gebiet wurde 1536 von den Wallisern zusammen mit den Bernern erobert. Mit dem Vertrag von 1569 wurde die Grenze von der Dranse an die Morge zurückversetzt, was zur endgültigen Teilung der Ortschaft Saint-Gingolph zwischen Savoyen (später Frankreich) auf der einen Seite und dem Wallis (Schweiz) auf der anderen Seite führte.
Der ETH-Historiker Klaus Urner sah Saint-Gingolph in seinem als Plädoyer der Schweizer Wehrhaftigkeit im Zweiten Weltkrieg verfassten Buch Die Schweiz muss noch geschluckt werden als einzig übrigen Korridor, welcher der Schweiz nach der Umzingelung durch die Achsenmächte seit 1940 noch Handelsbeziehungen zu den West-Alliierten ermöglichte. Der genannte Wehrmachts-Zwischenfall beweist aber, dass auch dieser Korridor von Hitler nach Belieben kontrolliert werden konnte, Rüstungsexporte waren hier keine möglich: Am 22. Juli 1944 startet die Résistance einen Aufstand im französischen Saint-Gingolph, worauf der deutsche Kommandant den Befehl erhält, das Dorf dem Erdboden gleich zu machen. Der Schweizer Gemeindepräsident erhält die Zusicherung, dass die gemeinsam benutzte Kirche verschont würde und darf im weiteren eskalierenden Verlauf mit 300 in die Schweiz geflüchteten Einwohnern nach einer Intervention eines Obersten der Schweizer Armee die Feuerwehr zu deren Schutz nach Frankreich senden.

## Bevölkerung
| Bevölkerungsentwicklung | Bevölkerungsentwicklung | Bevölkerungsentwicklung | Bevölkerungsentwicklung | Bevölkerungsentwicklung | Bevölkerungsentwicklung | Bevölkerungsentwicklung | Bevölkerungsentwicklung | Bevölkerungsentwicklung | Bevölkerungsentwicklung |
| ----------------------- | ----------------------- | ----------------------- | ----------------------- | ----------------------- | ----------------------- | ----------------------- | ----------------------- | ----------------------- | ----------------------- |
| Jahr                    | 1802                    | 1850                    | 1900                    | 1950                    | 2000                    | 2010                    | 2012                    | 2014                    | 2016                    |
| Einwohner               | 321                     | 627                     | 660                     | 801                     | 773                     | 888                     | 939                     | 917                     | 905                     |

## Sehenswürdigkeiten
- Schloss Saint-Gingolph
- Musée des Traditions et des Barques du Léman

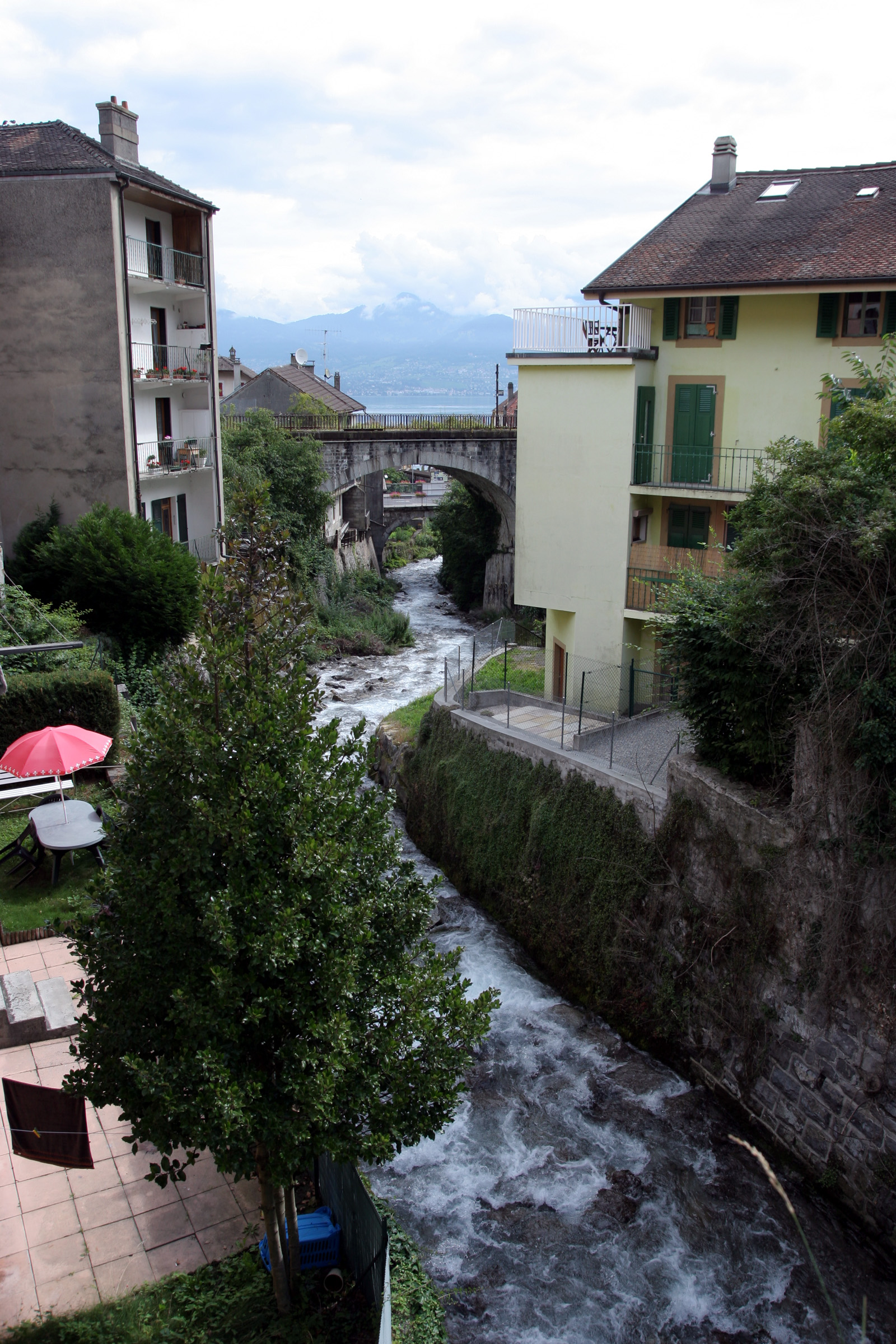
Der Gebirgsbach Morge bildet in Saint-Gingolph die Grenze zwischen Frankreich (links) und der Schweiz (rechts).
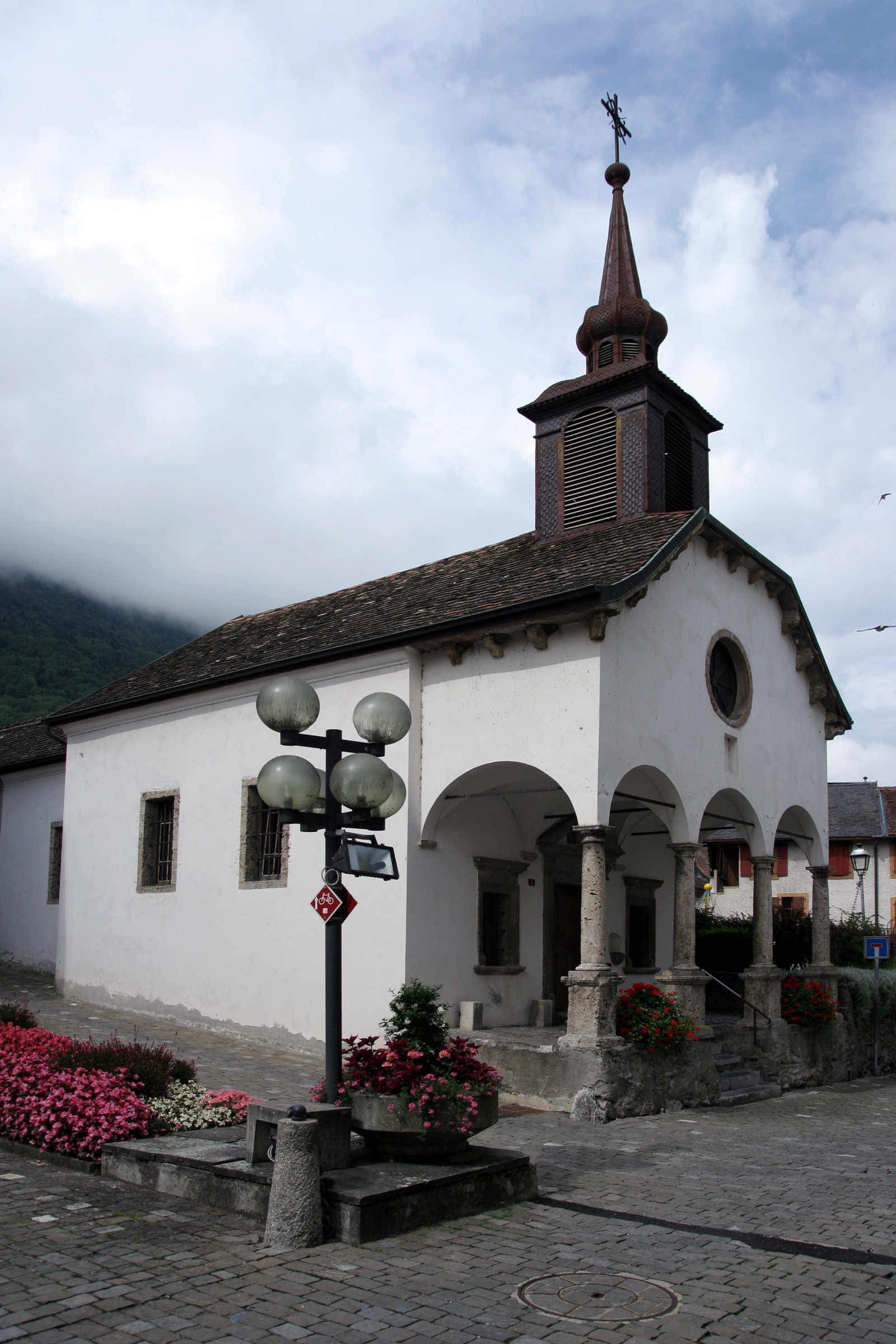
Eine Kapelle in Saint-Gingolph. Die Kirche befindet sich westlich der Morge auf französischem Gebiet.
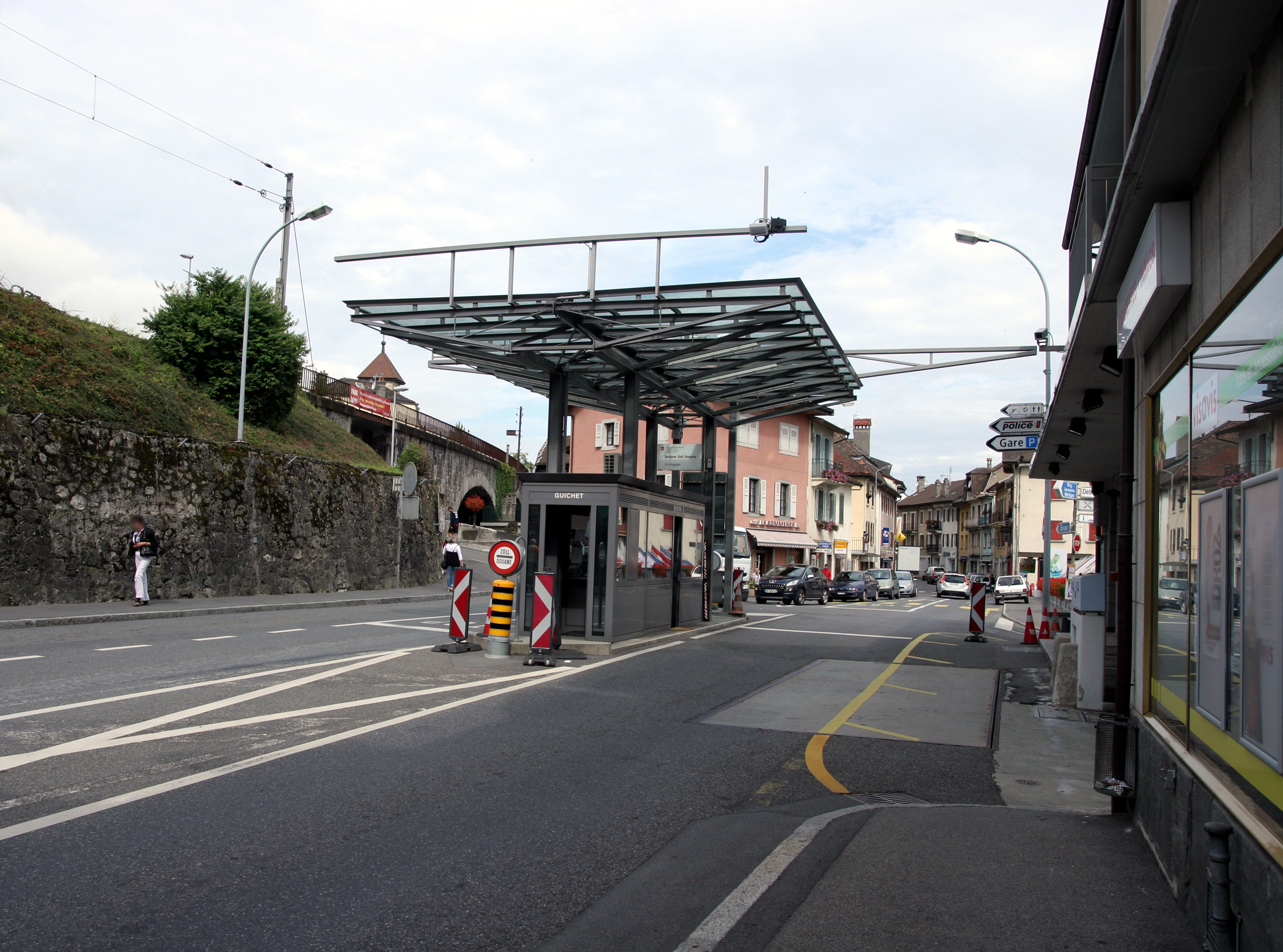
Der Grenzübergang zur ehemaligen Nationalstrasse in Frankreich. Blickrichtung nach Frankreich.
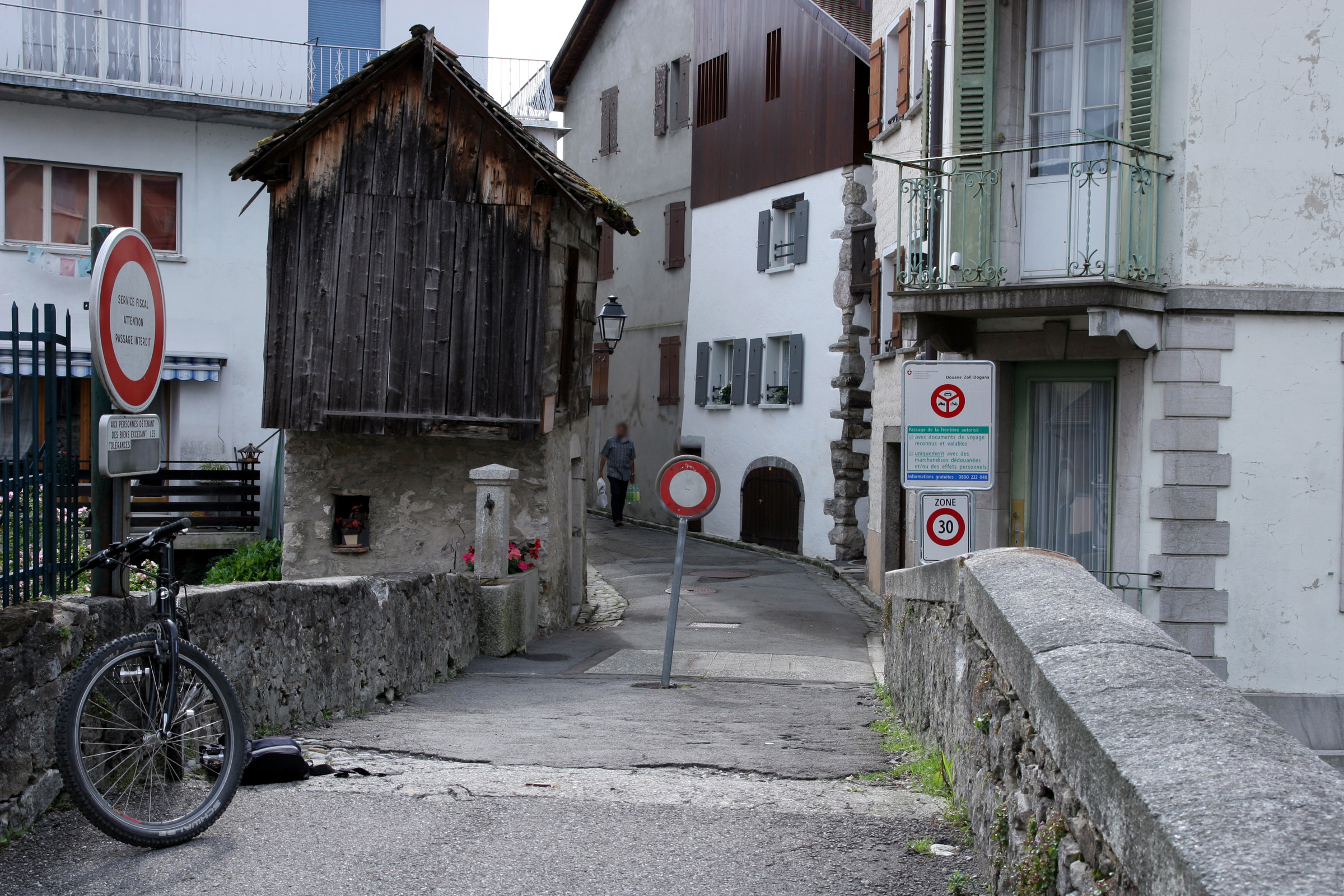
Die Grüne Grenze: eine Fussgängerbrücke über die Morge.
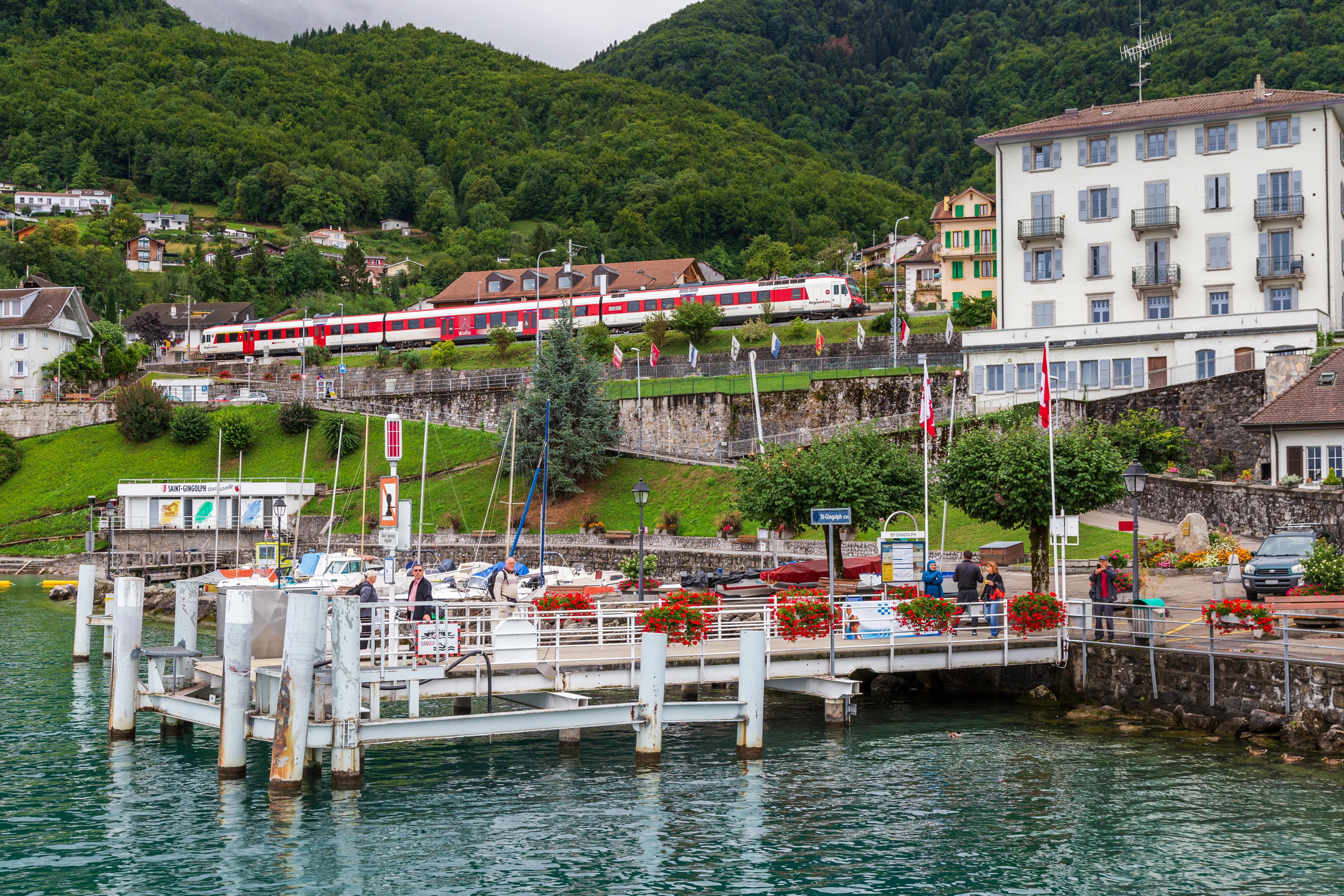
Saint-Gingolph Schiffslände und Bahnhof
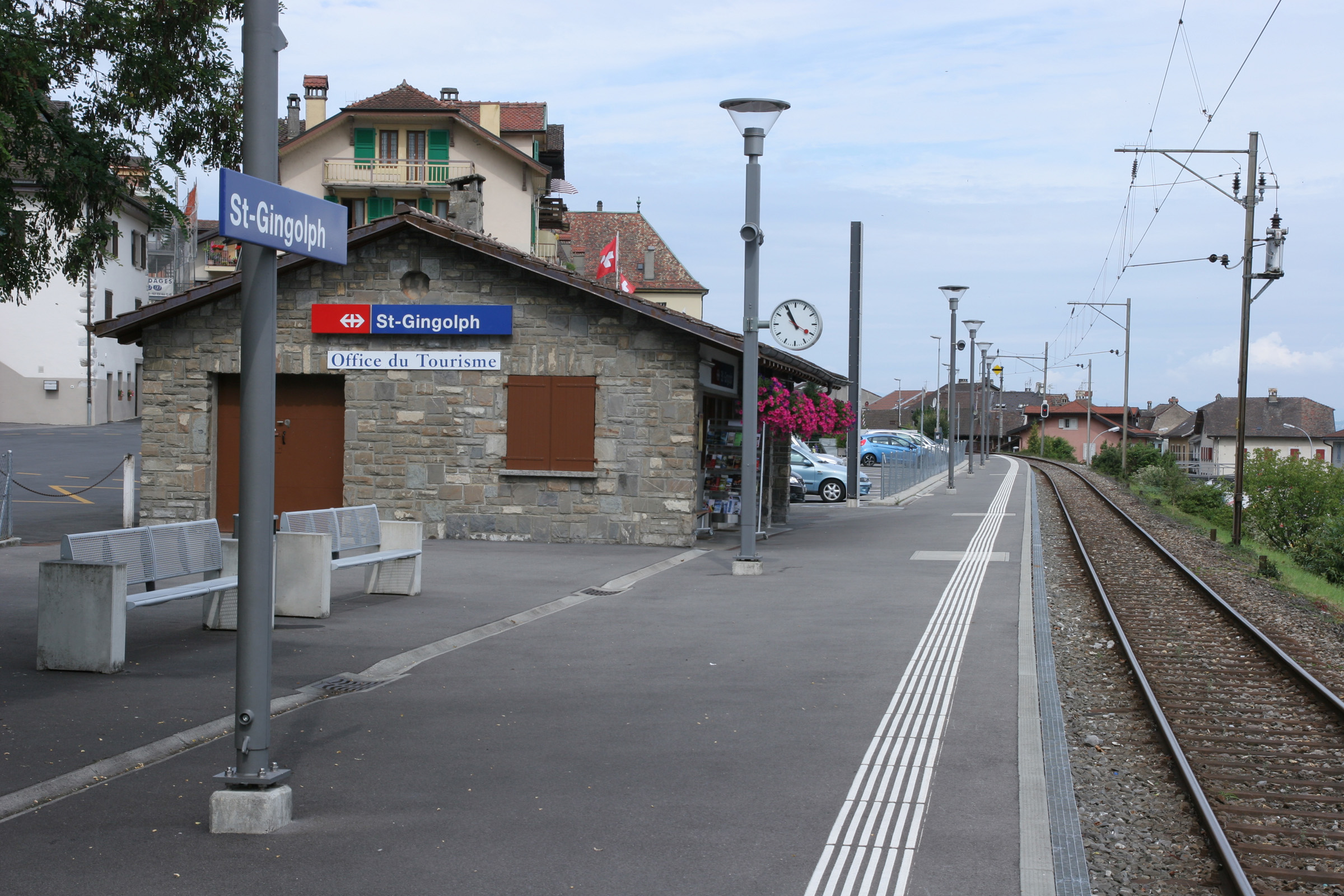
Der Bahnhof von Saint-Gingolph

## Wirtschaft und Infrastruktur
Saint-Gingolph lebte früher hauptsächlich von der Fischerei. Heute gibt es verschiedene Betriebe des lokalen Kleingewerbes. Zahlreiche Erwerbstätige sind Wegpendler, die in anderen Orten in der Schweiz, aber auch in Frankreich ihrer Arbeit nachgehen.
Die Ortschaft liegt an der Hauptstrasse 21, die von Saint-Gingolph über Martigny bis zum Grossen-Sankt-Bernhard-Pass führt.
Stündliche Personenzüge von RegionAlps fahren täglich vom Bahnhof Saint-Gingolph an der Bahnstrecke Saint-Gingolph–Saint-Maurice.

## Söhne und Töchter der Gemeinde
- Sabine Weiss (1924–2021), schweizerisch-französische Fotografin